# 耶利哥會議
耶利哥会议（阿拉伯语：‎）于1948年12月举行，由穆罕默德·阿里·賈巴里谢赫主持。會議的結果決定了巴勒斯坦在1948年阿拉伯-以色列戰爭结束後，由约旦所佔領部分的未來地位。支持约旦一方的人要求约旦吞并包括东耶路撒冷在内的約旦河西岸地區。这次统一后来被称为“两岸统一”（约旦河的东西两岸）。 

## 历史
1948年10月，阿卜杜拉国王開始采取一系列計畫，以圖吞并由約旦和其他阿拉伯勢力在1948年阿拉伯-以色列戰爭中占领的巴勒斯坦部分。  
在安曼，與會人士召開一場旨在建立外约旦政府的會議，阿卜杜拉国王的代表和大批巴勒斯坦難民要求扩大巴勒斯坦議会，以宣告巴勒斯坦人的团结，并承认阿卜杜拉国王为巴勒斯坦国王。1948年12月1日，希伯伦、伯利恒、拉马拉的市长、阿拉伯军团军事总督、所有地区的军事总督以及其他知名人士所委派的代表團出席在耶利哥举行的会议。與會人數估计有數千人。基於剩餘的巴勒斯坦领土已由约旦当局有效管理的现实（另一部分巴勒斯坦領土被以色列佔領），他們要求哈希姆王朝将巴勒斯坦剩下的領土吞并。
會上提出了六项決议，但仅通过了以下四项：
1. 巴勒斯坦阿拉伯人渴望外約旦与阿拉伯巴勒斯坦之间团结，因此他们表达了立即将阿拉伯巴勒斯坦并入外約旦的愿望。他们还承认阿卜杜拉为国王，并要求他宣布自己为新领土的国王。
2. 巴勒斯坦阿拉伯人感谢阿拉伯国家为解放巴勒斯坦所作的努力。（代表们指出，此决议的目的是向阿拉伯国家暗示他们的工作已经完成。）
3. 感谢阿拉伯国家对巴勒斯坦阿拉伯难民的慷慨援助和支持。
4. 决定将第一項决议的要旨立即传达给国王。[3]

外約旦内阁和议会在接下来的两个星期同意以上決议。

## 对决议的反应

### 支持
1948年12月26日，阿卜杜拉国王亲身出席了一個在拉马拉举行的巴勒斯坦人会议，宣布其支持杰里科会议的决议，在随后的纳布卢斯会议上也表示支持该决议，呼吁将约旦的两岸统一在哈希姆王朝下。
巴勒斯坦託管期結束後，巴勒斯坦阿拉伯人有机会行使其自决权。这意味着他们可以确定自己的政治地位，亦可其他国家建立或解散聯盟。
1948年12月，美國国务卿授权美国驻安曼领事通知阿卜杜拉国王和外約旦官员，美国接受耶利哥会议决议中所载的原则，美国认为阿拉伯巴勒斯坦与外約旦合并合乎逻辑。在1949年1月31日，美國於同一天法律上承認约旦政府和以色列政府。 1950年，美國国务院在关于约旦的国家报告上提到，阿卜杜拉国王已采取了一系列計畫，将中巴勒斯坦地区并入约旦，并提到了约旦國會就中巴勒斯坦与约旦联合的决议。该报告指出，美国已私下通知英法两国外交大臣批准该行动，指其為“人民自由表达意志並按逻辑发展而产生的局势。” 美国关注的主要问题是以色列和约旦之间如何建立和平而友好的关系，以及阿拉伯巴勒斯坦、其居民，以及大部分难民怎樣可以成功地融入约旦的政体和经济。

### 反对
阿拉伯国家联盟谴责耶利哥会议，而叙利亚媒体则认为其决议违反民族自決。伊拉克总理努里·赛义德要求阿卜杜拉国王暫緩采取吞并行动，令到外约旦的统一计划的推行延迟了一年半。巴勒斯坦宗教領袖阿明·侯赛尼抗议阿卜杜拉国王的計畫，宣稱无效并呼吁抵制，但他的意見沒有起到作用。

## 统一
来自拉马拉和耶路撒冷的知名人士都不愿给予阿卜杜拉国王全权委托。尽管他们已准备承认他为君主，但他们不愿意完全放弃整个巴勒斯坦的管治權，并拒绝認可他繼續巩固分隔巴勒斯坦的政策。 
外约旦政府逐渐開始承担西岸的民事职能，支付公务员的薪水并吸收当地的官員加入约旦哈希姆王国。1949年2月，外约旦修正《约旦国籍法》，向所有巴勒斯坦人授予约旦公民身份。